# محمدمهدی قنبری
محمدمهدی قنبری (زادهٔ ‎۱۲ دی ۱۳۷۳) که با نام محمد قنبری هم شناخته می‌شود، بازیکن فوتبال اهل ایران است که در پست وینگر برای باشگاه فوتبال استقلال خوزستان در لیگ برتر خلیج فارس بازی می‌کند.

## تراکتور

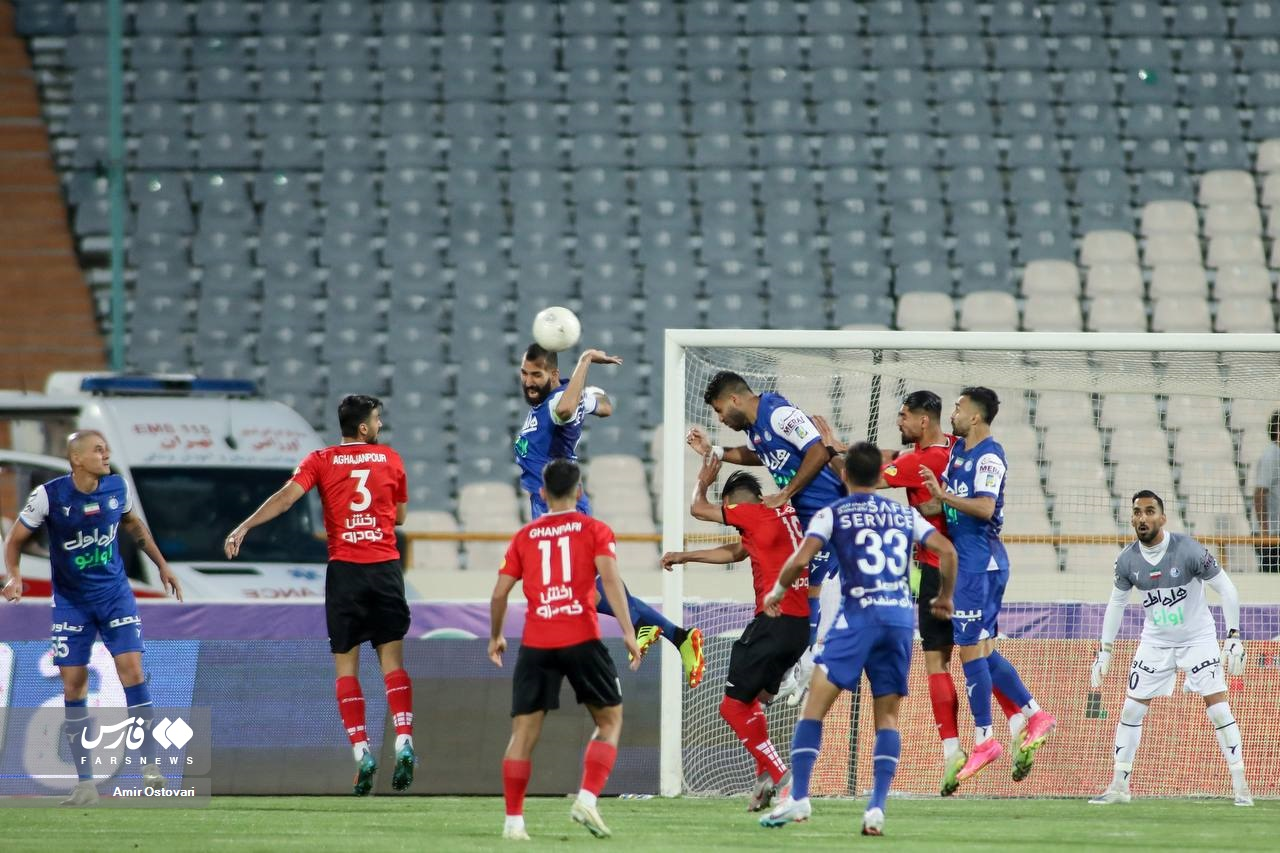
محمد قنبری با پیراهن تراکتور در جریان بازی با استقلال (پیراهن شماره ۱۱)

محمدمهدی قنبری در سال ۱۳۹۹ پس از توافق با میرمعصوم سهرابی مدیرعامل وقت باشگاه تراکتور با عقد قراردادی به این تیم پیوست. پس از این انتقال و در پی شکایت باشگاه خوشه طلایی وی به مدت ۴ ماه از همراهی تیم تراکتور محروم شد.